# ジ・インクレディブル・マシーン: イーブン・モア・コントラプションズ
『インクレディブル・マシーン コントラプションズ2』（原題「The Incredible Machine: Even More Contraptions」）とは、2001年にサイベル社より発売されたパズルゲームソフトである。「インクレディブル・マシーン」シリーズの5作目で、現在最も人気の高いバージョンである。略称は「インクレコントラ2」。Windows版とMacintosh版の2種類が存在する。
250問（＋2人プレイ用パズルで合計206面）あるティム教授のパズルを解くほか、自分でパズルを作成したり、作ったパズルを交換したりインターネット上にアップロードしたり出来る。

## 内容
- 練習パズル 50問
- 初級パズル 50問
- 中級パズル 50問
- 上級パズル 55問
- 超上級パズル 55問
- 2人プレイ 61問

## 季節のパーツ
インクレコントラ2には、ある特定の日にしかパーツ置き場に出現しないパーツが存在する。
- キューピッド　2月14日（バレンタインデー）に出現。
- ティム教授の庭にいるブラーニー　3月17日（聖パトリックの日）に出現。
- コウモリのボリス　10月31日（ハロウィン）に出現。
- 安っぽいプラスチックのサンタクロースのランプ　12月25日（クリスマス）に出現。